# Possessed (álbum de Gojira)
Possessed es el segundo demo del grupo de death metal francés Gojira (bajo el nombre de Godzilla) y su segunda producción musical bajo ese nombre antes de cambiarlo oficialmente en 2001 por problemas legales.
El demo fue grabado y mezclado durante los días 14 y 16 de abril de 1997 en el estudio Antéa, Burdeos, lanzado a la venta el 16 de octubre de 1997, y fue totalmente autoproducido por Gojira.
El sample inicial de "Possessed" fue tomado de la película de 1973 El exorcista. La portada del demo es la obra titulada "Jason y el Dragón" de Salvator Rosa.
Fue remasterizado por Laurentx Etxemendi en el estudio des Milans (Ondres), y relanzado en 2003 por Gabriel Editions Records.

## Lista de canciones
| N.º | Título                      | Duración |  |
| 1.  | «Possessed»                 | 5:43     |  |
| 2.  | «Bleeding»                  | 3:15     |  |
| 3.  | «Brutal Abortion»           | 3:39     |  |
| 4.  | «End of Time»               | 4:26     |  |
| 5.  | «Mandragore» (instrumental) | 1:30     |  |

## Personal
- Joe Duplantier – voz, guitarra
- Christian Andreu – guitarra
- Alexandre Cornillon – bajo
- Mario Duplantier – batería